# Бужинский, Эдвард Зенонович
Эдвард Зенонович Бужинский (лит. Edvardas Bužinskis; род. 8 октября 1957) — советский и литовский шашист польского происхождения. Бронзовый призёр командного чемпионата мира (2024) в составе сборной Литвы. Чемпион мира и Европы среди ветеранов 2007 и 2008 годов, бронзовый призёр Чемпионата Европы 2008 в Таллине по международным шашкам. Многократный чемпион Литвы. В 1974 году занял второе место на чемпионате СССР среди юношей. Международный гроссмейстер, шашечный журналист, тренер, деятель и композитор, автор учебников по шашкам.

## Спортивные достижения

### Чемпионат мира
- 1992 (12 место)
- 1996 (8 место)
- 2003 (17 место)
- 2005 (11 место)
- 2009 (турнир не состоялся)
- 2011 (17 место)
- 2013 (10 место)
- 2017 (12 место в полуфинале С)
- 2025 год — (4 место в подгруппе)

### Чемпионат Европы
- 1995 (4 место)
- 1999 (4 место)
- 2002 (6 место)
- 2008 (3 место)
- 2008 (среди команд) (4 место в составе сборной Франции)
- 2010 (4 место)
- 2012 (10 место)
- 2014 (17 место)
- 2018 (24 место)
- 2022 (13 место)[3]
- 2024 (11 место)[4]

### Чемпионат СССР
- 1977 (15 место)
- 1984(10 место)
- 1985 (9 место)
- 1986 (10 место)
- 1987 (6 место)
- 1988 (17 место)